# Rein privat
Rein privat (im Original: Intimidad) ist eine spanische Drama-Fernsehserie, die von Verónica Fernández und Laura Sarmiento mit Txintxua Films für Netflix produziert wurde. Die Serie erzählt die Geschichte von vier Frauen, deren Leben sich aufgrund Cybermobbing an der Grenze zwischen öffentlichem und privatem Leben bewegen.

## Handlung
Die Serie beginnt mit einer Kampagne für die Bürgermeisterwahl in Bilbao, bei der die Anwältin und Politikerin Malen von ihrer Partei unterstützt, kandidiert. Kurz vor der Wahl wird ein Sexvideo, in dem Malen mit einem zunächst unbekannten Mann zu sehen ist, veröffentlicht. Die Auswirkungen dieser Veröffentlichung greifen tief in das Privatleben vier verschiedener Frauen ein und zeigen die gesellschaftlichen Abgründe auf, wenn die Privatsphäre und Persönlichkeitsrechte von Frauen verletzt und öffentlich zur Schau gestellt werden.

## Produktion und Hintergründe
Die Dreharbeiten der spanischen Serie von den Produzentinnen Verónica Fernández und Laura Sarmiento begannen im Juni 2021. Die Produktion erfolgte von Txintxua Films für Netflix und Regie führten Marta Font, Jorge Torregrossa und Ben Gutteridge. Die Drehzeit betrug 20 Wochen und entstanden ohne ein Set an mehr als 70 Drehorten, hauptsächlich im Baskenland und Bilbao. Die Besetzung sowie das Produktionsteam bestehen vorwiegend aus weiblichen Filmschaffenden.
Laura Sarmiento sagte in einem Interview, dass die Serie den Fokus hat, aufzuzeigen, dass die Verletzung der Privatsphäre anderer nicht nur anekdotisch ist, sondern für das Opfer verheerend sein kann. Oft wird dies damit gerechtfertigt, dass man dem Opfer die Schuld gibt. In der Serie wird diese Ungerechtigkeit als eine Aufforderung für Menschen dargestellt, deren Privatsphäre verletzt wurde, ihre Stimme zu erheben und sich zur Wehr zu setzen.
2019 beging eine 32-jährige Frau in Madrid Suizid, nachdem sie das erlebt hatte, was Ane in der Fiktion erlebt, die Idee für die Serie hatten die Produzentinnen bereits vor diesem Ereignis. Laura Sarmiento und Verónica Fernández setzen in ihrer Serie das Problem der Sexualisierung der Frauen in den Fokus, zeigen, dass sich Frauen schuldig fühlen, sich schämen und fürchten, aufgrund des Schaden, den die Bilder bei den ihnen Nahestehenden anrichten. Sie zeigen die Protagonistinnen in einer Rolle, die Opfer verlangt und gleichzeitig Handlungsmöglichkeiten aufzeigt, um diese nicht als Schwäche zu sehen: Es gibt Opfer und es gibt Henker. Wir alle haben das Recht auf unsere Privatsphäre und darauf, zu entscheiden, was wir zeigen und was wir nicht zeigen. Dagegen zu verstoßen ist Gewalt, schwere Gewalt.

## Rezensionen
Das Magazin Der Standard schreibt: „Wäre Itziar Ituño (Lissabon aus Haus des Geldes) nicht so überwältigend gut in ihrer Rolle, wäre da nicht auch noch ein Krimielement der Reichen und Mächtigen dazugestrickt, dann wären wir schnell fertig mit der Lektion dieses spanischen Lehrstückes zum Kampf Alt gegen Neu in der Gesellschaftsordnung. Aber so ist das Thema noch einmal größer und eingewoben in eine Menge komplexer Schieflagen an vielen Punkten des Umbruchs.“

## Besetzung und Synchronisation
Die Synchronisation der Serie wurde bei der Iyuno Germany nach einem Dialogbuch von Antigoni Loukovitou und unter der Dialogregie von Katharina Palm erstellt.
| Rollenname          | Schauspieler          | Synchronsprecher |
| ------------------- | --------------------- | ---------------- |
| Malen Zubiri        | Itziar Ituño          | Ghadah Al-Akel   |
| Begoña Uribe        | Patricia López Arnaiz |                  |
| Miren               | Emma Suárez           | Daniela Thuar    |
| Ane Uribe           | Verónica Echegui      | Friederike Walke |
| Alicia Vásquez      | Ana Wagener           | Karin David      |
| Leire               | Yune Nogueiras        | Derya Flechtner  |
| Alfredo             | Marc Martínez         | Dirk Bublies     |
| Kepa                | Jaime Zatarain        | Jörg Pintsch     |
| César Barretxeguren | Eduardo Lloveras      |                  |

## Episodenliste
| Nr. | Deutscher Titel         | Originaltitel         | Regie             | Drehbuch                            |
| --- | ----------------------- | --------------------- | ----------------- | ----------------------------------- |
| 1   | Tödliches Medium        | Medio mortal          | Jorge Torregrossa | Verónica Fernández, Laura Sarmiento |
| 2   | Stellung / Bloßstellung | Posición / Exposición | Jorge Torregrossa | Laura Sarmiento                     |
| 3   | Prosopagnosie           | Prosopagnosia         | Ben Gutteridge    | Laura Sarmiento, José Luis Martín   |
| 4   | Der Sturz               | La caída              | Ben Gutteridge    | Laura Sarmiento                     |
| 5   | Vordergründig           | En funciones          | Koldo Almandoz    | Laura Sarmiento, José Luis Martín   |
| 6   | Allein                  | Sola                  | Marta Font        | Laura Sarmiento                     |
| 7   | Morgen                  | Mañana                | Jorge Torregrossa | Laura Sarmiento, José Luis Martín   |
| 8   | Eine Entscheidung       | Una decisión          | Jorge Torregrossa | Laura Sarmiento, José Luis Martín   |